# 박상영 (정치인)
박상영(朴湘泳, 1918년 5월 13일 예천 ~ 1995년 12월 23일)은 대한민국의 정치인으로, 제헌 국회의원이다.

## 약력
- 대구중학교 졸업
- 보성전문학교 졸업
- 대한민국 제헌국회 총선: 제헌 국회의원(경북 예천)

## 역대 선거 결과
|  | 37.81% |

|  | 9.04% |